# Escrava Anastácia (minissérie)
Escrava Anastácia foi uma minissérie brasileira exibida pela Rede Manchete às 22h50, de 15 de maio a 5 de junho de 1990, com quatro capítulos.
Foi escrita por Paulo César Coutinho, com direção de Henrique Martins.

## Sinopse
A trama conta a história em geral dos negros que eram levados da África à força para outros países, tendo que se habituar aos costumes, religião, língua e cultura do homem branco.
A minissérie gira em torno da bondosa, porém sofrida Escrava Anastácia, que ainda com seu nome de batismo Ojú Orun, é caçada na África e brutalmente levada como mercadoria, sofrendo todo tipo de castigo e humilhação, através do navio negreiro rumo ao Brasil, onde é marcada em ferro em brasa, é vendida e passa a se chamar Anastácia. Ela passa a trabalhar num engenho de açúcar, uma grande fazenda, sendo forçada a  aprender a língua portuguesa e a cultuar o catolicismo. O homem que a comprou, e agora seu senhor a quem deve obedecer em tudo sem contestar se chama Dom Antônio.
Anastácia revela ter o dom da cura, um dom mediúnico para curar as pessoas com rezas e ervas e passa a fazer essas curas em negros doentes e começa a despertar em seu senhor a atenção por sua imensa beleza, causando muitos ciúmes em sua patroa, Sinhá Bela. Isso desperta a maldade de ambos por motivações diferentes.
Nesse novo rumo que sua vida tomou, agora ela se tornou um ser infeliz, pois foi privada da liberdade a qual todos tem direito. Ela também sofre por todos os negros que estão na mesma situação de escravos, porém, mesmo sofrendo, seu bondoso coração jamais deixou de ajudar e amar o próximo. Nessa fazenda tudo de mau pode ocorrer a pobre escrava, já que agora ela passou a ser um objeto de trabalho e prazer, e não um ser humano, aos olhos cruéis dos brancos ricos.

## Elenco
| Ator                | Personagem           |
| ------------------- | -------------------- |
| Ângela Correa       | Anastácia / Oju Orun |
| Flávio Galvão       | Dom Antônio          |
| Carolina Ferraz     | Sinhá Bela           |
| Tarcísio Filho      | Arcanjo Fluentes     |
| Geraldo Del Rey     | Teodoro              |
| Fátima Freire       | Alvariciana          |
| Ewerton de Castro   | Padre Gonzaga        |
| Waldir Onofre       | Pai Atalé            |
| Rosa Marya Colin    | Benedita / Bolangi   |
| Íris Nascimento     | Filomena / Oiaquemi  |
| Kadu Carneiro       | Quendê               |
| Neuza Borges        | Das Dores            |
| Antônio Pompêo      | Adeaô                |
| Solange Couto       | Quequerém            |
| Elisa Lucinda       | Ermelinda / Atungi   |
| Luiz Antônio Pillar | Idoú                 |
| Adyel Silva         | Massominu            |
| Chica Xavier        | Odé Deoyin           |
| Clementino Kelé     | Obatungi             |
| Maurício do Valle   | Malaquias            |
| Ruy Rezende         | Bexiga               |
| Iléa Ferraz         | Ilodu                |
| Thiago Justino      | Odé Byi              |
| Lana Francis        | Akalá                |
| Claudioney Penedo   | Heitor               |

## Reprise
Foi reprisada três meses após seu término original, entre 10 e 13 de setembro de 1990.